# 阿普丽尔·海因里希斯
阿普麗爾·唐恩·海因里希斯（英語：April Dawn Heinrichs，1964年2月27日—），前美国足球运动员、教练。她曾代表美國女子隊参加1991年国际足联女子世界杯並擔任隊長奪下第一屆女子世界盃冠軍。她也曾執教美国国家队出战2000年和2004年夏季奥运会。